# Vražda Giulia Regeniho

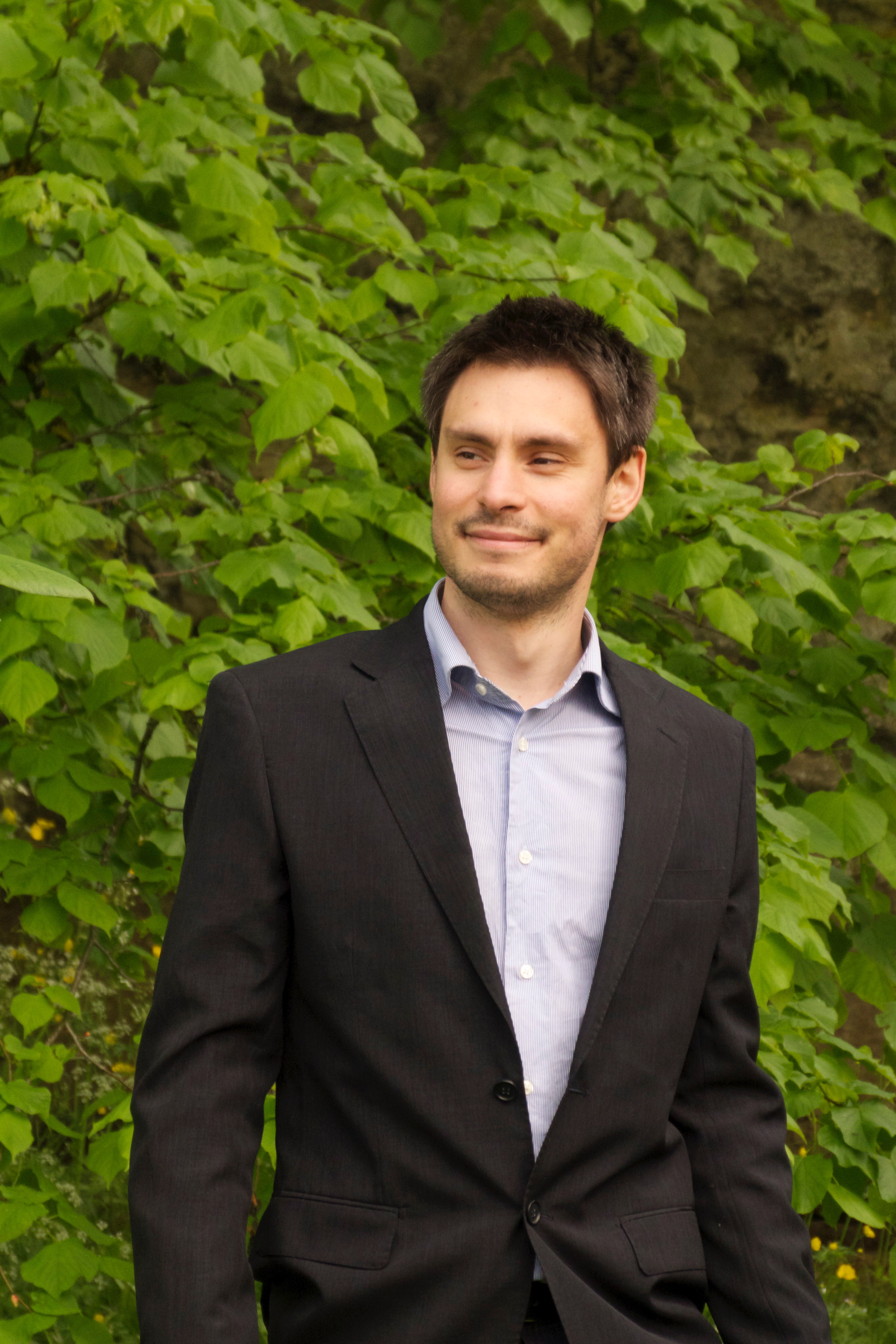
Giulio Regeni (2014)

Giulio Regeni byl zavražděn v Egyptě na přelomu ledna a února 2016. Regeni byl hostující učitel na American University in Cairo a doktorand Univerzity v Cambridgi, který byl unesen 25. ledna 2016, v den pátého výročí demonstrace na náměstí Tahrír.
Byl nalezen beze známek života 3. února 2016 v blízkosti věznice egyptských tajných služeb u Káhiry, v příkopu podél dálnice směrem k Alexandrii. Jeho mrtvé tělo jevilo známky mučení. Italský ministr zahraničních věcí Paolo Gentiloni uvedl, že tělo vykazovalo známky „nehumánního, zvířecího, nepřijatelného násilí“.
Motivem mučení a vraždy mohly být údajné Regeniho vztahy s opozičním odborovým hnutím proti režimu, který vedl generál Abd al-Fattáh as-Sísí. Tyto vztahy nicméně doposud nebyly prokázány. Regeni se nacházel v Egyptě kvůli terénnímu výzkumu o nezávislých odborech.
Zabití Giulia Regeniho vedlo především v Itálii, ale i v dalších zemích po celém světě, k živé politické diskuzi ohledně věrohodnosti vyšetřování bezpečnostními službami egyptské vlády. Tato podezření silně zasáhla diplomatické vztahy především Itálie s Egyptem.
V říjnu 2021 byl v Římě v jejich nepřítomnosti zahájen soud se čtyřmi egyptskými policisty. Jsou obviněni z toho, že stáli za vraždou Giulia Regeniho.

## Oběť
Giulio Regeni se narodil v Terstu 15. ledna 1988, vyrostl ve furlanské obci Flumisel.
Studoval arabštinu a politologii v Leedsu a v Cambridgi. Přerušil studium, aby působil v Káhiře při Organizaci OSN pro průmyslový rozvoj, následně se během roku 2014 věnoval výzkumu pro společnost Oxford Analytica, zabývající se politickými analýzami. Poté se přihlásil k doktorskému studiu na cambridgeské Girton College, v jehož rámci se zabýval výzkumem nezávislých egyptských odborů. Učitelé ho vnímali jako nadaného doktoranda, který se důkladně připravuje na akademickou dráhu. Aby mohl žít v Egyptě a provést terénní výzkum, si našel místo v Káhiře jako hostující učitel na American University in Cairo.
V některých článcích, psaných pro zpravodajskou agenturu Near East News Agency (pod pseudonymem Antonio Drius) a pro denník Il manifesto, popsal obtížnou situaci odborů po Egyptské revoluci roku 2011.

## Vražda
Dne 25. ledna 2016 Giulio Regeni v 19:41 hodin informoval o svém odchodu SMS zprávou svoji partnerku v té době na Ukrajině. Chvíli poté studentka Noura Wahby, přítelkyně Regeniho od studií v Cambridgi, oznámila na svém profilu na Facebooku zmizení Giulia Regeniho, kterého očekávalo několik osob na náměstí Tahrír, aby oslavili narozeniny společného přítele.
Nahé, poškozené, znetvořené tělo Giulia Regeniho bylo nalezeno 3. února 2016 v příkopu podél cesty v poušti Káhira-Alexandrie, na periferii Káhiry. Nalezené tělo jevilo jednoznačné známky mučení: pohmoždění a odřeniny po celém těle, rozsáhlé hematomy, odpovídající poraněním po kopání a po úderech pěstmi a tyčí. Regeni utrpěl mnohočetné zlomeniny, mezi kterými zlomeniny žeber, všech prstů rukou i nohou, dlouhých kostí nohou a paží, dále zlomeniny lopatek, více než 5 uražených zubů.
Nalezeny byly i řezné a bodné rány včetně oblasti plosek nohou. Byly rovněž popsány mnohočetné popáleniny od cigaret po celém těle, mezi lopatkami byla popálenina největší s naříznutími připomínajícími písmena. Pitva odhalila krvácení do mozku a zlomeninu obratle krční páteře následovanou násilným úderem na oblast krku, což bylo nejspíše příčinou smrti.
Pohřeb mladého italského vysokoškolského učitele se konal v obci Flumisel 12. února 2016.

## Mezinárodní reakce
Regeniho kauza přitáhla pozornost i jiných zemí. Mimo jiné nad 4600 akademiků podepsalo petici za objasnění Regeniho smrti a četných zmizení, která v Egyptě nastávají každý měsíc.
David Runciman
24. února 2016 Amnesty International Italia spustila kampaň Pravda pro Giulia Regeniho (Verità per Giulio Regeni). Byla také sepsána online petice na portálu Change.org, ke které se připojilo 154.715 příznivců.
10. března 2016 Evropský parlament ve Štrasburku schválil usnesení, které odsoudilo mučení a usmrcení Giulia Regeniho spolu s trvajícím porušováním lidských práv ze strany vlády generála as-Sísího v Egyptě. Usnesení bylo schváleno valnou většinou.
24. ledna 2019 se na mnoha italských náměstích odehrály pochodňové průvody na památku Giulia Regeniho. V obci Flumisel se konal vzpomínkový obřad za přítomnosti Regeniho rodičů a předsedy dolní komory italského parlamentu Roberto Fico.